# Gerhard Rohlfs
|  | Aquest article tracta sobre el romanista alemany. Vegeu-ne altres significats a «Friedrich Gerhard Rohlfs». |

Gerhard Rohlfs (Berlín, 14 de juliol de 1892 - Tübingen, 12 de setembre de 1986) va ser un dels lingüistes i dialectòlegs més importants de la filologia romànica de la primera meitat del segle xx.

## Vida
A partir de 1913 va estudiar filologia Romànica a la Friedrich-Wilhelms-Universität de Berlin (actualment Universitat Humboldt de Berlín) i a la Universitat de Grenoble. Durant la primera guerra mundial, va servir en l'exèrcit. Va presentar la tesi doctoral el 1920 sota la direcció de Heinrich Morf amb el títol Ager, Area, Atrium. Eine Studie zur romanischen Wortgeschichte (Borna/Leipzig 1920). La tesi d'habilitació la va defensar el 1922 sota la direcció d'Eduard Wechssler amb el títol Das romanische habeo-Futurum und Konditionalis; va passar sis mesos a Calàbria fent recerca i la seva Probevorlesung fou publicada el 1924 (Griechen und Romanen in Unteritalien (grecs i romans en el sud d'Itàlia).
Després d'un temps a la Universitat de Berlín, va ser nomenat catedràtic a la Universitat de Tübingen el 1926. El 1938 va passar a la càtedra de filologia Romànica de la Universitat de Múnic com a successor de Karl Vossler, que havia estat obligat a retirar-se per qüestions polítiques. Després de la jubilació, es va retirar a Tübingen, on el van fer professor honorari.

## Obra
Rohlfs va ser un dels lingüistes que més han aportat als àmbits de dialectologia italiana i occitana; les seves publicacions també inclouen temes d'hispanística i retoromànic. De totes maneres, la seva dedicació principal fou a la dialectologia italiana i, particularment, fou l'iniciador dels estudis sobre el grec de la Itàlia meridional, que, segons defensava, seria continuador del grec de la Magna Grècia. Va començar la seva carrera treballant sota la direcció de Karl Jaberg i Jakob Jud (autors de l'AIS) que li van encarregar d'enquestar 81 punts del sud d'Itàlia per a aquest atles lingüístic. La seva dedicació a la dialectologia de la Itàlia meridional el va portar a publicar nombrosos articles, així com diccionaris, diccionaris de cognoms i noms de persona, etc.
Durant les seves enquestes pel sud d'Itàlia recollí també nombroses mostres de cultura popular en forma de fotografies.
També són rellevants els seus estudis sobre llengües pirinenques, com el gascó i l'aragonès.
Durant la seva carrera, Rohlfs fou director de nombroses tesis doctorals (52), entre les quals les de Kurt Wais, Theodor W. Elwert, Heinrich Lausberg o Rudolf Baehr. També fou coordinador de les seccions de romanística de les acadèmies alemanyes.

## Reconeixements
Per la seva recerca fou investit amb diversos doctorats honoris causa per universitats italianes i gregues (Universitat Nacional i Capodristríaca d'Atenes, Palerm, Torí, Salento (a Lecce), Calàbria). Fou membre de nombroses acadèmies: de l'Accademia della Crusca (1956), de l'Accademia Nazionale dei Lincei (1970), i altres; des de 1950 membre corresponent de la Secció Filològica de l'Institut d'Estudis Catalans. També va rebre el premi Forte dei Marmi el 1964. L'escola secundària de Santa Severina (Crotona), on havia fet enquestes en diverses ocasions, porta el seu nom. També fou fet ciutadà d'honor en alguns pobles del sud d'Itàlia i a Bova s'ha inaugurat un museu de la llengua que du també el seu nom.
Els seus deixebles i amics li van dedicar fins a set miscel·lànies d'homenatge.

## Publicacions
Lingüística romànica:
- Estudios sobre el léxico románico (1979) [traducció a l'espanyol, que recull dos llibres originàriament publicats en alemany per Rohlfs: Die lexikalische Differenzierung der romanischen Sprachen (1954)].
- Romanische Sprachgeographie. Geschichte and Grundlagen, Aspekte and Probleme mit dem Versuch eines Sprachatlas der romanischen Sprachen (Múnic, 1971)[3]

Àmbit occità i llengües del Pirineu:
- Le Gascon : études de philologie pyrénéenne (1935)
- Beiträge zur Kenntnis der Pyrenäenmundarten, In: Revue de linguistique romane, París, 1931, vol. 7, p. 119-169

Àmbit retoromànic:
- Rätoromanisch. Die Sonderstellung des Rätoromanischen zwischen Italienisch und Französisch; eine kulturgeschichtliche und linguistische Einführung. C. H. Beck, München 1975

Àmbit italià:
- Dizionario dialettale delle tre Calabrie (3 volums, 1932-39)
- Historische Grammatik der unteritalienischen Gräzität (1950-54)
- Vocabolario supplementare dei dialetti delle tre Calabrie (1966-67)
- Nuovo dizionario dialettale della Calabria (1977)
- Vocabolario dei dialetti salentini (1977)
- Supplemento ai vocabolari siciliani (1977)
- Calabria e Salento : saggi di storia linguistica : studi e ricerche (1980)
- Grammatica storica della lingua italiana e dei suoi dialetti (1966-1969, amb nombroses reedicions) (publicada originàriament en alemany: Historische Grammatik der italienischen Sprache und ihrer Mundarten 1949-1954)

Onomàstica italiana:
- Antroponimia e toponomastica nelle lingue neolatine. Narr, Tübingen, 1985
- Dizionario storico dei soprannomi salentini. Congedo Editore, Galatina, 1984
- Dizionario dei Cognomi e Soprannomi in Calabria. Longo, Ravenna, 1982
- Dizionario storico dei cognomi della Lucania, Longo, Ravenna, 1985
- Soprannomi siciliani. Centro di Studi filologici e linguistici siciliani, Palermo